# Zoolzweer
Een zoolzweer is een onder de hoef (subunguaal) liggend abces dat onder andere kan voorkomen bij paarden en koeien. Het is een aandoening van de hoef of klauw van het dier.
Een zoolzweer kan ontstaan door overbelasting, beschadiging of kneuzing. Het is een pijnlijke kwaal omdat het abces klem komt te zitten in het zoolhoorn.

## Koe
Bij uitbreiding van de ontsteking kan bij de koe ook een pees worden aangedaan waardoor het dier blijvend kreupel wordt. Behandeling gebeurt door zo veel mogelijk wegsnijden van het hoorn van de ontstoken klauw waardoor deze minder belast wordt. Zo nodig kan het gezonde deel van de klauw worden voorzien van een klosje.
Zoolzweren komen minder voor bij goede voeding, tijdige bekapping, voldoende mogelijkheid om te liggen en een droge ondergrond. In stallen met rubbervloeren komt de zoolzweer beduidend minder voor.

## Paard
Ook bij het paard is een zoolzweer meestal het gevolg van een kneuzing. Om de pijnlijke druk van de opgehoopte pus in de hoef te vermijden zal het dier geneigd zijn op drie benen te gaan lopen.
Een gekneusde of ontstoken hoefzool kan worden behandeld met een nat verband of hoefzak. Dit vermindert de pijn en zorgt voor afvoer van de pus, meestal wordt ook betadinejodium aangebracht. Eventueel kan de hoefsmid de infectie vrijleggen. De kwaal zal bij tijdige en juiste behandeling snel en volledig genezen.